# 김중기 (1979년)
김중기(1979년 7월 22일~)는 대한민국의 연극배우이다. 2002년 데뷔하였다.

## 학력
- 영신고등학교
- 명지대학교 사회교육원 뮤지컬과

## 출연작

### 연극
- 2008년~2009년 《보고싶습니다》 ... 힐랭이 역
- 2010년 《킬러 오브 나이트》 ... 킬러 역
- 2014년 《두 병사 이야기》 ... 프랜시스 역
- 2016년, 2018년 《형제의 밤》 ... 연소 역

### 뮤지컬
- 《밑바닥에서》
- 《해상왕 장보고》
- 《카르멘》
- 《빠담빠담빠담》
- 2006년 《지하철 1호선》
- 2006년 《빨래》 ... 빠꽁, 서점직원, 출판사 직원, 이삿짐 센터 직원 역
- 2006년 《블루다이아몬드》 ... 일당2 역
- 2008년, 2009년 《시간에》 ... 판매원, 멀티맨 역
- 2009년 《슈샤인보이》
- 2010년 《스켈리두》 ... 멀티맨 역
- 2010년 《스노우드롭 시즌2》 ... 헛다리 역
- 2011년 《퀴즈뱅크》 ... 멀티맨 역

### 영화
- 2009년 《바람》 ... 박영배 역
- 2012년 《남영동1985》 ... 이 계장 역
- 2013년 《전국노래자랑》 ... 종배 역
- 2019년 《유열의 음악앨범》 ... 취객 김과장 역
- 2020년 《강철비 2: 정상회담》 ... 백두호 사병 4 역
- 2021년 《빛나는 순간》 ... 삼동 역

### 드라마
- 2013년 tvN 금토드라마 《응답하라 1994》 ... 쓰레기의 의대 동기 마이콜[김봉수(개명 전 김중기)] 역(특별출연)
- 2015년 tvN 금토드라마 《응답하라 1988》 ... 쌍문고 반총무 마이콜(김중기) 역
- 2016년 SBS 월화 드라마 《낭만닥터 김사부》
- 2017년 OCN 주말드라마 《보이스》 ... 박중기 역
- 2017년 tvN 월화드라마 《써클: 이어진 두 세계》 ... 김규철 역
- 2017년 tvN 수목드라마 《슬기로운 감빵생활》 ... 보좌관 역
- 2018년 OCN 주말드라마 《보이스 2》 ... 박중기 역
- 2019년 OCN 주말드라마 《보이스 3》 ... 박중기 역
- 2019년 TV조선 일요드라마 《레버리지: 사기조작단》 ... 조준형 역
- 2020년 JTBC 월화드라마 《18 어게인》 ... 학생주임 역
- 2021년 JTBC 수목드라마 《로스쿨》 ... 최중혁 역
- 2021년 tvN 금토드라마 《보이스 4》 ... 박중기 역
- 2022년 디즈니+ 수요드라마 《키스 식스 센스》 ... 편집기사 역(특별출연)
- 2023년 JTBC 토일드라마 《킹더랜드》 ... 사진 작가 1 역